# Zagoskino (jermołowskij sielsowiet)
Zagoskino (ros. Загоскино) – wieś (sieło) w Rosji, w obwodzie penzeńskim, w rejonie penzeńskim. W 2021 liczyła 540 mieszkańców.